# Ncdu
Ncdu je program pro analýzu využití souborového systému adresáři a soubory. Jeho název je zkratkou z anglického NCurses Disk Usage, což odkazuje jednak k tomu, že slouží k podobnému účelu jako unixový standardní nástroj du, jednak k tomu, že nabízí textové uživatelské rozhraní realizované pomocí knihovny ncurses. Díky použití textového rozhraní umožňuje zkoumat souborový systém i na vzdáleném počítači přes ssh spojení bez grafického rozhraní, tedy v situaci, kdy není možné použít grafické analyzátory využití disku (například Filelight).
Hlavním autorem programu je Yoran Heling a první verze vyšla v únoru 2007. Program je licencován licencí MIT a jedná se tedy o svobodný software. Je napsán v C a je dostupný pro POSIXové a un*xové systémy, zejména Linux a varianty BSD. Je také součástí Cygwinu, systému un*xových programů pro operační systém Microsoft Windows.